# Индулен, Муза Константиновна
Индулен, Муза Константиновна (также Индулена, лат. Mūza Indulēna, 7 января 1924 — 27 августа 2017, Рига) — советский и латвийский учёный-биохимик, исследователь противовирусных препаратов. Участвовала в разработке и внедрении живой вакцины против полиомиелита в Латвийской ССР. Изучала механизмы противовирусного действия производных адамантана, устойчивость вирусов к химиопрепаратам. Доктор биологических наук, эмеритированный учёный Латвии (2001).

## Биография
Mуза Индулен родилась 7 января 1924 года.
В 1946 году окончила Медицинский факультет Латвийского государственного университета, начала работать врачом-микробиологом.
В 1949 году была приглашена на работу в Институт микробиологии имени А.Кирхенштейна Академии наук Латвийской ССР/
С 1957 года, когда американский ученый Сэбин привез в СССР штаммы вирусов полиомиелита, пригодные для производства живой вакцины, и советские вирусологи М. П. Чумаков и А. А. Смородинцев изготовили из них собственную живую вакцину, во всех республиках Советского Союза началась массовая иммунизация населения этой вакциной. В Латвии за эту работу отвечал Институт микробиологии, который вместе с медиками в январе 1959 года начал вакцинацию от полиомиелита и к марту ею было охвачено свыше полумиллиона детей. В этой работе со стороны института участвовали Рита Кукайн, Муза Индулен, Илзе Канель, Константин Васильев, научные сотрудники Маргарита Александрова, Мария Кондрашова, Елена Глинская, Петр Хватов и другие. В октябре 1959 года эту работу высоко оценила посетившая институт американский вирусолог, представитель комиссии по борьбе с полиомиелитом Всемирной организации здравоохранения при ООН Дороти Хорстман.
За работу по профилактике полиомиелита в республике М.Индулен вместе с другими коллегами была удостоена Государственной премии Латвийской ССР по представлению Академии наук.
В 1965 году М. Индулен защитила диссертацию на соискание учёной степени кандидата медицинских наук. Возглавляла лабораторию химиотерапии вирусных инфекций.
Когда в Латвийской ССР по инициативе академика Соломона Гиллера начались поиски собственной формулы открытого американцами противовирусного препарата («симетрел») и к ноябрю 1965 года поиски группы под руководством Яниса Полиса и Илзе Гравы увенчались успехом, исследовать противовирусные свойства препарата, получившего название «мидантан», поручили лаборатория Музы Индулены. Тем самым в Латвийской ССР впервые были предприняты исследования противовирусных свойств органических соединений, инициированные директором института академиком Ритой Кукайн и поддержанные руководителем Всесоюзного НИИ гриппа, лауреатом Ленинской премии Анатолием Смородинцевым. Благодаря исследованиям М. Индулен удалось установить, что химические лекарства могут быть эффективными в борьбе с вирусами.
Продолжив изучать производные адамантана, ресинтезировать их, Янис Полис передавал на дальнейшие вирусологические испытания в Институт микробиологии другие изобретённые им препараты, в том числе структурно близкого к мидантану α-метил-1-адамантиламина, который американцы назвали римантадином. Латвийский аналог был получен в Риге 5 ноября 1969 года, защищён 12 декабря того же года авторским свидетельством СССР и первоначально назван мераданом. 17 февраля 1970 года лаборатория Музы Константиновны начала его испытания.
Впоследствии лаборатория Индулен стала специализироваться на ингибиторах вирусов.
В 2001 году Музе Константиновне было присвоено почётное звание эмеритированного учёного Латвии в области биологии, которое дало право на пожизненный грант, не облагаемый налогами.

## Вклад в науку
М. К. Индулен посвятила жизнь изучению противовирусной терапии, обращая внимание на своеобразие этих микроорганизмов, «обманывающих» клетку, в которой они поселяются, и при этом сохраняющих свою внутреннюю организацию, структуру и обмен веществ, отличающуюся от «хозяйской». Но клетка не опознает вирус как врага, так как воспринимает его белковую оболочку как строительный материал для себя, а под белковой оболочкой скрывается генетическая информация, которая проникает в клетку и начинает там хозяйничать на свой лад, репродуцируя уже собственно вирусы. Поэтому разработчикам лекарств нужно воздействовать на вирус и при этом не вредить клетке.
Муза Индулен была членом Латвийского отделения Всесоюзного общества микробиологов, Латвийской секции вирусологов Общества микробиологов и эпидемиологов имени И. Мечникова.

### Отзывы
«Муза Константиновна одной из первых наладила отношения специалистов Москвы и Риги в нашей отрасли, более тесное сотрудничество с коллегами из социалистических стран, таким образом обеспечив достижение очень ценных результатов. Одна была одной из первых, кто уже в начале эры химиотерапии вирусных инфекций поверил в мидантан и ремантадин когда в них ещё никто не верил. Она заложила основы в изучение противовирусных препаратов в нашей стране и своим энтузиазмом увлекла всех остальных. К тому же она великолепный педагог и учитель, который самоотверженно старается дать ученикам лучшие знания, в том числе в Москве и за рубежом, и ученики к ней возвращаются. Мы ценим её и как учёного, и как человека…» Юрий Гендон, руководитель отделения общей вирусологии Всесоюзного института вирусных препаратов, доктор медицинских наук.

## Авторское свидетельство СССР
SU 1685451 A1, совместно с Я. Ю. Полисом, И. Я. Гравой, И. А. Канель и Д. Р. Дзегузе — Авторское Свидетельство СССР на лечебное и профилактическое противогриппозное средство «адапромин», зарегистрировано в 1971 году по заявке Института органического синтеза АН Латвийской ССР.

## Награды
Государственная премия Латвийской ССР за разработку и внедрение системы мероприятий по профилактике полиомиелита в Латвийской ССР, совместно с Кукайн Р. А.. Капель И. А., Васильевым К., Хватовым П. П., Глинской Е В., Пакалниньшем Н. П., 1965.
Медаль «За трудовую доблесть», 1967
Звание эмеритированного учёного Латвии, 2001